# Södermanlands runinskrifter 256
Runinskrift Sö 256 är en runsten som står i Älby i Ösmo socken och Nynäshamns kommun på Södertörn i Södermanland.

## Inskriften
Runsvenska:+ suarthaufþi + ak + uifari + auk + uibiaurn + auk + onutr + raistu + stain + þina + faruki + faþr + sina
Normaliserad: Svarthauƒði ok Viôfari ok Vibiorn ok Anundr rœistu stæin penna faruki, faður sinn.
Nusvenska "Svarthövde och Vidfare och Vibjörn och Anund reste denna sten (efter) Faruki, sin fader."
Eller: "Svarthövde och Vifare och Vibjörn och Anund reste denna sten [efter] Fröger(?), sin fader."
Tolkningen av faderns namn är osäker.

## Placering
Stenen står tillsammans med Sö 258 på Alby järnåldersgravfält. Detta utesluter dock ej att inskriftens omnämnda personer kan vara begravda här. I närheten av de två stenarna ska det tidigare ha funnits ytterligare en runsten, Sö 257, men den är idag förkommen.
Det ovanligt stora gravfältet (RAÄ-nr 489:1) innehåller cirka 250 i markytan synliga gravanläggningar från äldre och yngre järnåldern (500 f.Kr-1050 e.Kr). Fornlämningarna utgörs av tio högar och 205 runda fyllda stensättningar. Vidare finns en rektangulär och en tresidig fylld stensättning, en skeppssättning, fyra domarringar och 26 resta stenar.

## Bildgalleri

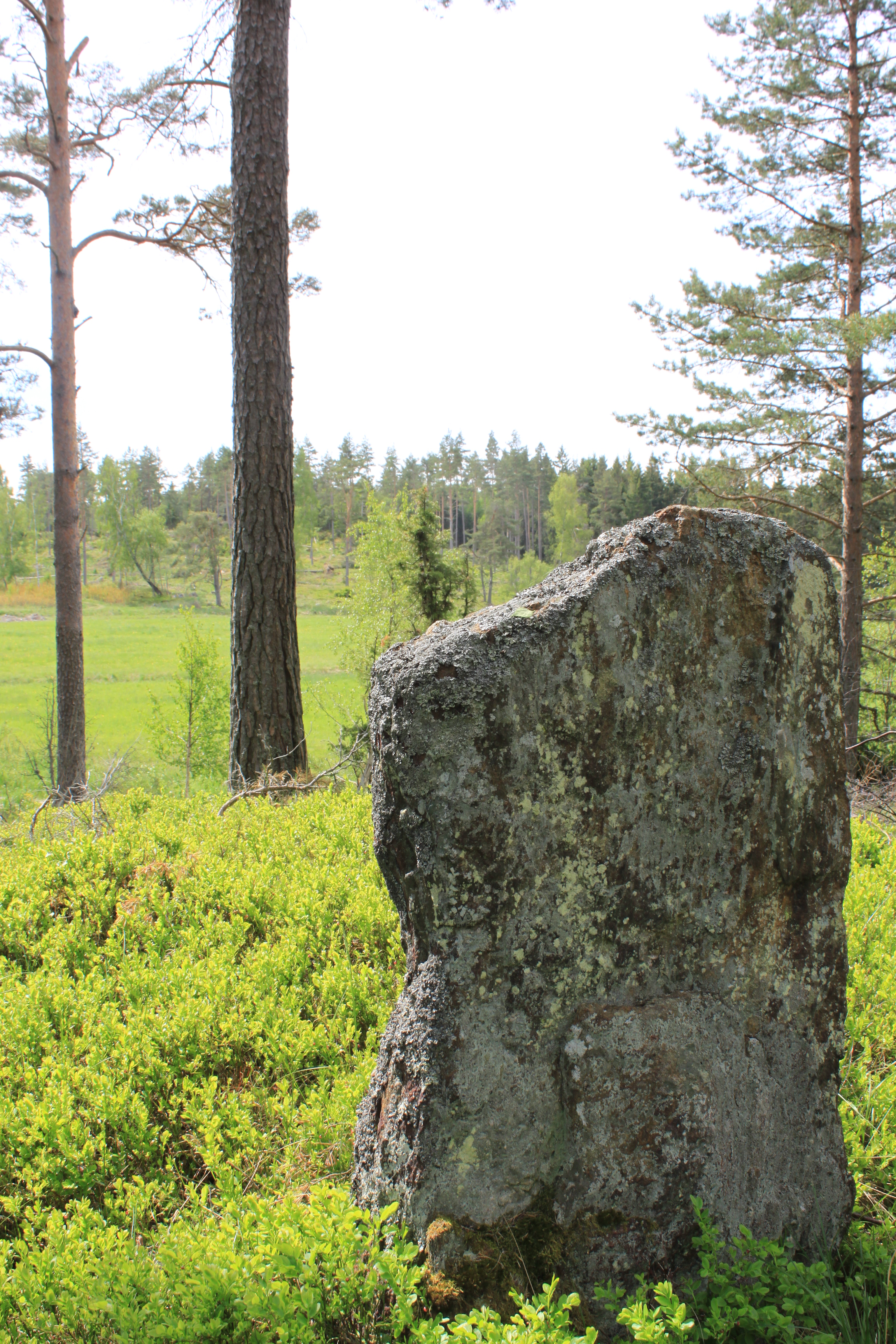
En rest sten i gravfältet RAÄ-nr 489:1